# This Is It (Konzertserie)

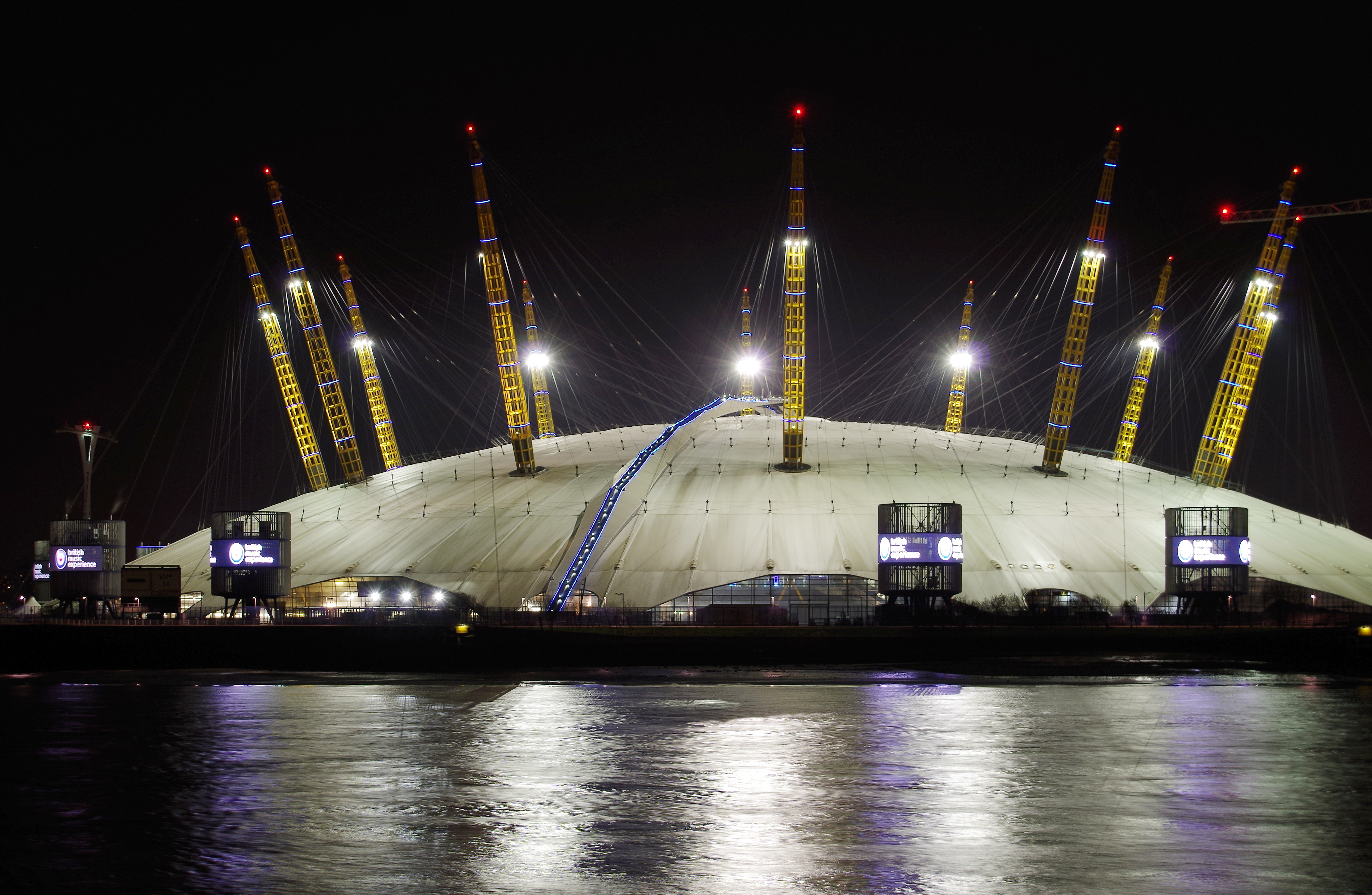
The O₂ in London

This Is It war eine für den Zeitraum 13. Juli 2009 bis 6. März 2010 in London geplante Abschieds-Konzertserie des Popsängers Michael Jackson. Sie kam wegen seines plötzlichen Todes am 25. Juni 2009, 18 Tage vor Tourneebeginn, nicht mehr zustande.

## Hintergrund
Anfang 2009 unterschrieb Michael Jackson einen Vertrag, in dem festgelegt wurde, dass Jackson für 10 Konzerte in der O₂ Arena London auftritt. Da alle Tickets für die 10 Shows innerhalb weniger Minuten ausverkauft waren und die Ticketnachfrage immer noch groß war, entschied man sich Stück für Stück für 40 weitere Konzerte, die sich ebenfalls alle ausverkauften. Insgesamt wurden über 1 Million Tickets verkauft.
Jackson probte vorerst in der Forum Arena in Inglewood, Kalifornien. Da man aber für die große und aufwendige Bühne mehr Platz benötigte, wurden die Proben für die Show in das nahe gelegene Staples Center in Los Angeles verlegt. Die Aufnahmen zu den Proben sind auf der DVD Michael Jackson’s This Is It veröffentlicht.
Die Serie sollte am 13. Juli 2009 in der O₂ Arena London starten und dort für 49 weitere Konzerte bleiben. Jacksons Manager sagten, dass Michael in Topform sei und sich sehr auf die Konzerte freue. Doch Ärzte und Michael Jackson selbst bezweifelten, dass er 50 Konzerte durchstehen könne. Die Reihe wurde wegen Jacksons Tod abgesagt.

## Show
Die Show sollte damit starten, dass eine große Statue, bestehend aus vielen kleinen Bildschirmen, mit einer Kugel auf der Hand auf die Bühne kommt. Dann sollte die Kugel um die Statue schweben und durch das Publikum fliegen. Am Ende des Intros sollte sie wieder auf der Hand der Statue landen. In der Zwischenzeit sollten auf den kleinen Bildschirmen ereignisreiche Videos abgespielt werden. Dann war geplant, dass sich die Statue öffnet und Michael Jackson herausspringt. Auf sein Zeichen hin sollte die Show mit Wanna Be Startin’ Somethin’ beginnen.

### Geplante Setliste
- 1. "Light Man"-Intro
- 2. "Wanna Be Startin’ Somethin’" (kurz unterbrochen durch A-cappella-Ausschnitt aus "Speechless")
- 3. "Jam" (mit Ausschnitt aus "Another Part of Me")
- 4. "The Drill" (militärischer Tanz mit Teilen aus "Bad", "Dangerous", und "Mind Is the Magic")
- 5. "They Don’t Care About Us" (mit Ausschnitten aus "HIStory", "She Drives me Wild" und "Why You Wanna Trip on Me")
- 6. "Human Nature" (stattdessen manchmal "Stranger in Moscow")
- 7. "Smooth Criminal"
- 8. "You Are Not Alone (Michael-Jackson-Lied)"
- 9. "The Way You Make Me Feel"
- 10. "The Jackson 5 Medley" ("I Want You Back", "The Love You Save", "I'll Be There")
- 11. "Shake Your Body (Down to the Ground)" (instrumentale Tanzszene der Choreografen)
- 12. "Off the Wall Medley" ("Don’t Stop 'Til You Get Enough", "Rock with You")
- 13. "I Just Can’t Stop Loving You" (gesungen mit Judith Hill)
- 14. "Black Panther" (Interlude)
- 15. "Billie Jean"
- 16. "Thriller" (mit Ausschnitten aus "Ghosts-Underscore" und "Threatened")
- 17. "Dirty Diana" (mit Übergang zum folgenden Song)
- 18. "Beat It"
- 19. "Who Is It" (instrumental)
- 20. "Dangerous" (mit Ausschnitten aus Morphine, 2000 Watts, Heartbreak Hotel, Stranger In Moscow, Psycho Theme, Owner of a Lonely Heart von Yes, Ennio Morricones The Good, The Bad & The Ugly-Titelsong, Smooth Criminal, Janet Jacksons You Want This und Let's Dance, Judy Garlands Get Happy, Monty Normans James Bond Theme, und ein Gitarren-Intro von Duran Durans A View to a Kill)
- 21. "Bad" (manchmal)
- 22. "Black or White"
- 23. "Earth Song"
- 24. "We Are the World" (instrumental) /"Heal the World"
- 25. "Will You Be There"
- 26. "Man in the Mirror"
- 27. "MJ Air" Outro

Aufgrund der langen Setliste plante Jackson, von vielen Songs ("Wanna Be Startin' Somethin'", "The Way You Make Me Feel", "Black Or White",...) nur die erste Strophe und den Refrain zu singen, da es sonst zu zeitlichen Problemen gekommen wäre.
Die Setliste stimmt nicht genau mit den Liedern des Films This Is It und der gleichnamigen CD überein, da im Film nicht alle Proben zu sämtlichen Liedern gezeigt wurden.

## Live-Daten
| erster Teil: 2009 | zweiter Teil: 2010 | Veranstaltungsort |
| ----------------- | ------------------ | ----------------- |
| 13. Juli          | 7. Januar          | The O₂            |
| 16. Juli          | 9. Januar          | The O₂            |
| 18. Juli          | 12. Januar         | The O₂            |
| 22. Juli          | 14. Januar         | The O₂            |
| 24. Juli          | 16. Januar         | The O₂            |
| 26. Juli          | 18. Januar         | The O₂            |
| 28. Juli          | 23. Januar         | The O₂            |
| 30. Juli          | 25. Januar         | The O₂            |
| 1. August         | 27. Januar         | The O₂            |
| 3. August         | 29. Januar         | The O₂            |
| 10. August        | 1. Februar         | The O₂            |
| 12. August        | 3. Februar         | The O₂            |
| 17. August        | 8. Februar         | The O₂            |
| 19. August        | 10. Februar        | The O₂            |
| 24. August        | 12. Februar        | The O₂            |
| 26. August        | 16. Februar        | The O₂            |
| 28. August        | 18. Februar        | The O₂            |
| 30. August        | 20. Februar        | The O₂            |
| 1. September      | 22. Februar        | The O₂            |
| 3. September      | 24. Februar        | The O₂            |
| 6. September      | 1. März            | The O₂            |
| 8. September      | 3. März            | The O₂            |
| 10. September     | 6. März            | The O₂            |
| 21. September     |                    | The O₂            |
| 23. September     |                    | The O₂            |
| 27. September     |                    | The O₂            |
| 29. September     |                    | The O₂            |

## Verschobene Konzerte
Alle hier genannten Konzerte mussten verschoben werden, weil man mehr Zeit für die Proben benötigte.
- 8. Juli 2009: London, Vereinigtes Königreich, The O₂, verschoben auf den 13. Juli 2009
- 10. Juli 2009: London, Vereinigtes Königreich, The O₂, verschoben auf den 1. März 2010
- 12. Juli 2009: London, Vereinigtes Königreich, The O₂, verschoben auf den 3. März 2010
- 14. Juli 2009: London, Vereinigtes Königreich, The O₂, verschoben auf den 6. März 2010